# 下加拿大
下加拿大（英語：Lower Canada）是一個在1791年—1841年以聖勞倫斯灣流域為管轄區域的英國殖民地。它管轄的範圍包含現在加拿大的魁北克省南部、和紐芬蘭與拉布拉多省的拉布拉多地區。

## 誕生
原有的魁北克省在美國獨立戰爭後接收了大量的效忠派難民。這些說英語的難民和說法語的原居民在社會階層、文化、觀念與需求都有衝突，而原有的憲法《魁北克法》（Quebec Act）漸漸變得難以執行，故此英國政府通過《1791年憲法法案》（Constitutional Act of 1791），將魁北克省一分為二，分別為效忠派定居的上加拿大和以法裔加拿大人為主的下加拿大，並以法案成為兩個殖民地的憲法。

## 憲法

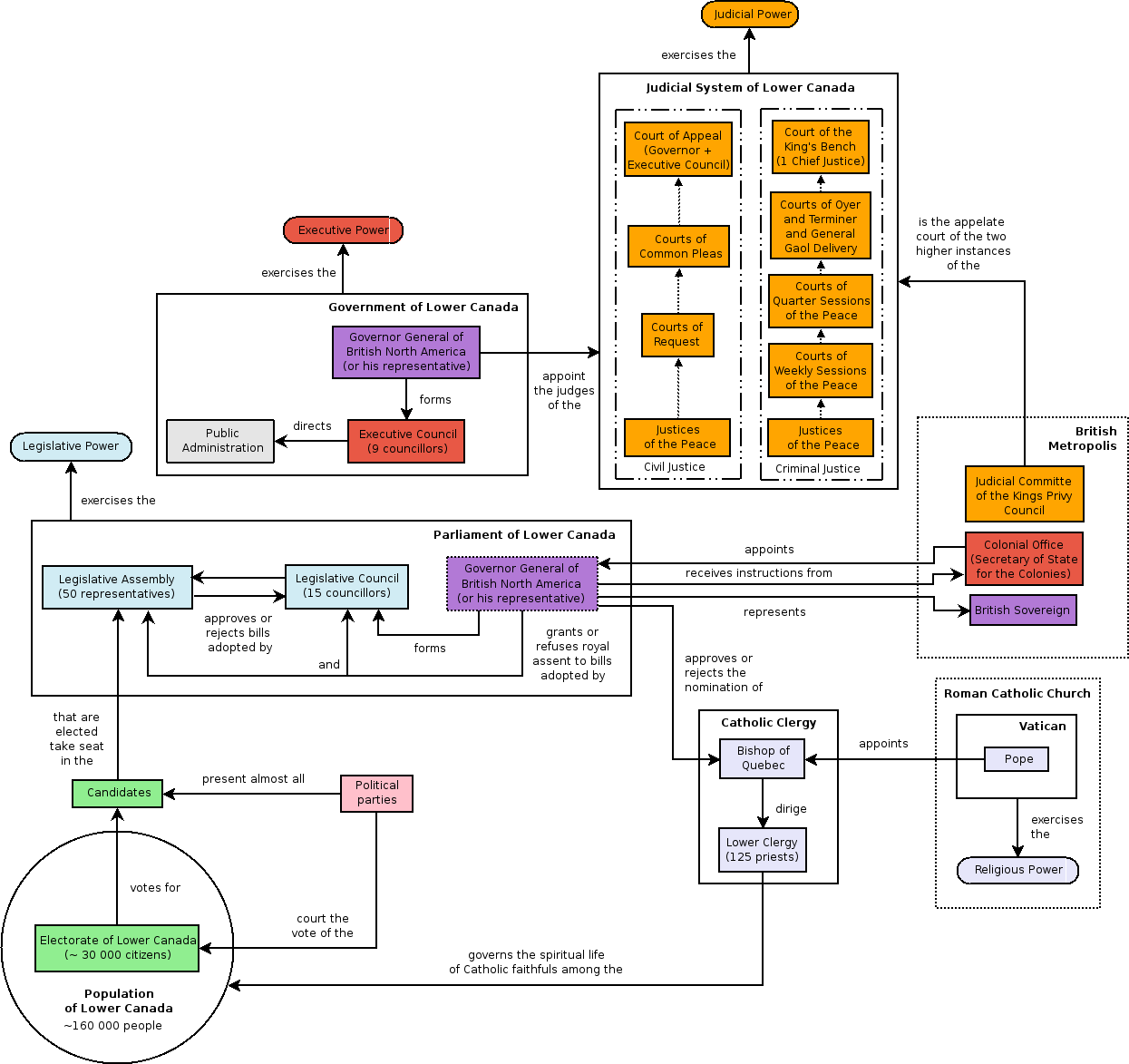
下加拿大立法、執法與司法的架構

下加拿大的政府架構沿用1763年至1791年間魁北克省所採用的制度，亦即為法裔加拿大人而設的英法混合制度。隨後的東加拿大（1841年─1867年）和魁北克省（1867年─）也以這個制度為藍本繼續使用。
憲法在下加拿大的立法機關中原有的總督和立法局以下加添一個民選的下議院，給予它通過法案的權力。不久之後再增設一個由總督任命的行政局，等同總督的私人內閣。選民的資格跟隨英國法例，即選民需要擁有土地，不需付租之餘還要生產足夠利潤才符合資格。雖然下加拿大的合資格選民的比例比英國本土高，但仍與普選相差甚遠。
憲法仍准許居民信奉天主教，但同時撥出七分之一的土地預留給新教教會（主要為聖公會）使用，目的是提升新教在下加拿大的影響力與地位。

## 人口
下加拿大在每年超過5%的出生率再加上大量移民湧入的因素下，令下加拿大的總人口在50年間增長四倍。主要的城市魁北克市和蒙特利爾也有相同的人口增長，但它們只佔下加拿大總人口的一小部份。大部份的人都居住在農村，而當中大部份都是法裔加拿大人。
但到了1830年代，由於農村的可耕地已經達到飽和，再加上農作物收成持續惡化，令到一部份法裔加拿大人陸續遷離下加拿大去尋找新土地。當中有些南下到了美國新英格蘭，有些則往西遷移，到達現在的草原省份定居。
| 年份 | 人口     |
| ---- | -------- |
| 1790 | 161,311  |
| 1806 | 250,000* |
| 1814 | 335,000* |
| 1822 | 427,465  |
| 1825 | 479,288  |
| 1827 | 473,475  |
| 1831 | 553,134  |
| 1844 | 697,084  |

## 經濟
魁北克以往蓬勃一時的毛皮貿易在此時已經漸漸式微；農業也在土地過度耕種加上本地需求增長下再也無力出口農作物。取而代之的有新興的林木業，不斷為英國供應木材用以造船，尤其是在拿破崙戰爭期間。在19世紀初已經取代毛皮成為下加拿大最大出口貨品；到了1810年，木材出口更佔了下加拿大總出口的四分之三。其他的工業如造船業、製造業等在這期間也有顯著的發展。現時加拿大最老的銀行滿地可銀行也在這個時期創立。

## 叛亂
如上加拿大般，下加拿大的政局在1830年代也出現動盪，最終在1837年爆發叛亂，并在次年宣布建立下加拿大共和国，試圖推翻英國對法裔加拿大人的統治。這次下加拿大叛乱在英軍及義勇軍的鎮壓之下遭到撲滅；而《1791年憲法法案》也在1838年3月27日被廢除，改由委派的特別理事會管治殖民地。
當聯合法案（Act of Union 1840）在1841年執行之後，下加拿大和上加拿大兩個殖民地連帶各自的議會都遭到廢除，合併成為加拿大省。

### 引用
1. ↑  .   [2007-08-24]. （原始内容存档于2007-08-24）.

## 外部連結
- Lower Canada （英文）
- Elections Canada - A History of the Vote in Canada － British North America 1758–1866（页面存档备份，存于） （英文）